# Zayde Wolf
Zayde Wolf (bürgerlich Dustin Burnett * 22. Oktober 1977 in Louisville, Kentucky), stilisiert als Zayde Wølf, ist ein US-amerikanischer Singer-Songwriter und Musikproduzent.
Die Produktionen von Zayde Wolf finden aufgrund ihrer Charakteristik häufig in Großveranstaltungen sowie Film-Trailern Verwendung.

## Leben
Vor dem Start seiner Solokarriere war Burnett Lead Singer der Alternative-Rock-Band The October. Als sich die Band auflöste, ließ Burnett sich in Nashville, Tennessee nieder, wo er die Drum-Sample-Firma The Sound gründete und an Produktionen wie von Colt Ford, Dave Barnes und Dove Cameron arbeitete.
2015 arbeitete er an einigen Aufnahmen als Proof of Concept. Da er Probleme hatte einen Sänger zu finden, sang er anschließend selbst auf den Tracks. Unter dem Projektnamen Zayde Wolf (ein Babyname, den er und seine Frau nicht verwendeten) schickte er die Tracks an die in Los Angeles ansässige Lizenzfirma Lyric House, bei welcher 2016 auch sein Debütalbum Golden Age veröffentlicht wurde.
2016 wurden Zayde Wolf-Songs in mehreren Netflix-Produktionen verwendet.
Im Jahr 2018 kehrte Burnett mit seinem zweiten Album Modern Alchemy zurück.
2019 wurde der Song „We Got The Power“ als offizieller Theme-Song der WWE-Veranstaltung Royal Rumble verwendet.

## Diskografie
Alben
| Jahr | Titel           |
| ---- | --------------- |
| 2016 | Golden Age      |
| 2018 | Modern Alchemy  |
| 2021 | Neon Blood Type |

EPs
| Jahr | Titel              |
| ---- | ------------------ |
| 2016 | Rare Breed         |
| 2016 | The Hidden Memoir  |
| 2020 | Reimagined, Vol. 1 |

Filmtrailer
| Jahr | Titel                        |
| ---- | ---------------------------- |
| 2014 | Rio I Love You               |
| 2016 | Gold                         |
| 2016 | Jack Reacher 2 Never Go Back |
| 2016 | Pride Prejudice & Zombies    |

Soundtracks
| Jahr | Titel                                 |
| ---- | ------------------------------------- |
| 2016 | Shameless                             |
| 2016 | The Royals                            |
| 2017 | Frequency                             |
| 2017 | Teen Wolf                             |
| 2018 | Bearing Sea Gold                      |
| 2019 | Lindsay Lohan's Beach Club            |
| 2019 | Love Island                           |
| 2019 | I’m a Celebrity … Get Me Out of Here! |
| 2019 | Deadliest Catch                       |